# Amazon Forest Combat 1
Amazon Forest Combat 1（アマゾン・フォレスト・コンバット・ワン）は、ブラジルの総合格闘技団体「AFC」の大会の一つ。2011年9月14日、アマゾナス州マナウスのアレナ・アマドゥ・テイシェイラで開催された。

## 大会概要
メインイベントではPRIDEなどで活躍したホイラー・グレイシーの引退試合が行われた。

## 試合結果
| 試合 | 階級           | 勝者                           | 敗者                     | 試合結果                     |
| ---- | -------------- | ------------------------------ | ------------------------ | ---------------------------- |
| 1    | ウェルター級   | リバウド・ジュニオール         | アンドレ・レオカーディオ | 3R終了 判定2-1               |
| 2    | フライ級       | ディレノ・ロペス               | アドソン・ジェンダー     | 1R 1:15 ギロチンチョーク     |
| 3    | フェザー級     | アレッシャンドリ・キャピタォン | ダニエル・アギュアー     | 3R終了 判定3-0               |
| 4    | バンタム級     | ジョルジ・クレイ               | アンソニー・バーチャック | 1R 1:29 リアネイキドチョーク |
| 5    | ウェルター級   | ダニエル・アカーシオ           | セルジオ・ジュニオール   | 1R 2:50 KO（右フック）       |
| 6    | ウェルター級   | ジョーダン・スミス             | カロ・パリジャン         | 3R終了 判定2-1               |
| 7    | ミドル級       | アントニオ・ブラガ・ネト       | マイケル・ファルカォン   | 2R 4:26 キーロック           |
| 8    | ライト級       | ホニス・トーヘス               | ドリュー・フィケット     | 1R 0:47 ギブアップ           |
| 9    | ライトヘビー級 | パウロ・フィリオ               | 石井慧                   | 3R終了 判定ドロー            |
| 10   | ライト級       | 上田将勝                       | ホイラー・グレイシー     | 3R終了 判定2-1               |